# Robert Flinker
Pour les articles homonymes, voir Flinker.
Robert Flinker était un neurologue, romancier et poète roumain de langue allemande, frère d'Ernst Maria Flinker, germaniste et poète roumain, du philosophe Friedrich Flinker et du libraire Martin Flinker.

## Biographie
Robert Flinker est né le 16 juillet 1906 à Vyjnytsia, dans une famille juive. Il fréquente le lycée de Czernowitz et étudie ensuite la médecine à l'université de Vienne. En 1930, il obtient son doctorat puis exerce à l'hôpital de Halle jusqu'en 1932, puis à Czernowitz. Il reprend des études à Genève, Bâle puis exerce comme neurologue à Zurich jusqu'en 1940. Il publie également un article médical qui reste longtemps la seule biographie du poète Jakob Haringer, dans lequel il s'interroge sur la pathologie dont pouvait souffrir le poète.
Après son retour à Czernowitz, il devient médecin en chef à l'hôpital psychiatrique. De 1941 à 1944, il vit dans la clandestinité, se cachant dans des caves, pour échapper aux déportations de Juifs en Roumanie. Après le retrait de la Wehrmacht en 1944 il reprend son métier de médecin à Bucarest. Un an plus tard, il se suicide par empoisonnement après un chagrin d'amour.
Également écrivain, Robert Flinker rédige des romans, des poèmes et des nouvelles. Ses romans sont publiés à titre posthume grâce à son frère Ernst Maria Flinker, tandis que ses écrits intimes sont détruits.

## Influences littéraires
Fegefeuer a été décrit comme le pendant littéraire du  Verdict de Franz Kafka. Cependant, les deux œuvres, insiste Franz Heinz, comportent de nombreuses différences et celle de Robert Flinker en est une à part entière. Selon d'autres, l’œuvre de Robert Flinker illustre l'impact de la dictature sur la psyché.

## Œuvres
- (de) Die Psychologie und Psychopathologie der Hysterie, Leipzig, 1938.
- (de) Jakob Haringer. Eine psychpathologische Untersuchung über die Lyrik, Archiv für Psychiatrie no 107, 1938, p. 347-399.
- (de) Fegefeuer. Ausgewählte Prosa[8]. [Purgatoire. Prose choisie.], Bucarest, 1968, édité par Ernst Maria Flinker, postface d'Oscar Walter Cisek, rééditions en 1972, 1983 puis 2005. L'édition originale de 1968 seule comporte cinq nouvelles : Der Traum, Der Reisende, Erlebnis in der Nacht, Die Stimme et Absalom.
- (de) Der Sturz [La Chute], Bucarest, 1970, réédité en 2013, Rimbaud, Aix-la-Chapelle.
- (de) Alfred Margul-Sperber, Die Buche, 2009, Aix-la-Chapelle, anthologie des poètes juifs germanophones, dans laquelle figurent des poèmes de Robert Flinker.